# Catedral patriarcal de Bucarest
La Catedral Patriarcal de Bucarest es la sede del patriarca de la Iglesia ortodoxa rumana. La catedral se encuentra en la capital rumana, Bucarest y está construida en estilo brâncovenesc o renacentista rumano.
La catedral fue construida entre 1656-1658 por el príncipe de Valaquia Constantino Serban. La construcción fue continuada por Mihnea III, la iglesia finalmente fue acabada bajo el reinado de Radu Leon. Fue elevada a residencia metropolitana el día 8 de junio de 1668.
Dentro de la catedral se encuentran las tumbas de varios patriarcas, entre ellos: Miron Cristea y Nicodim Munteanu. En un nicho en la parte del norte se halla el féretro con las reliquias de San Demetrio de Basarabov, patrono de la ciudad de Bucarest.

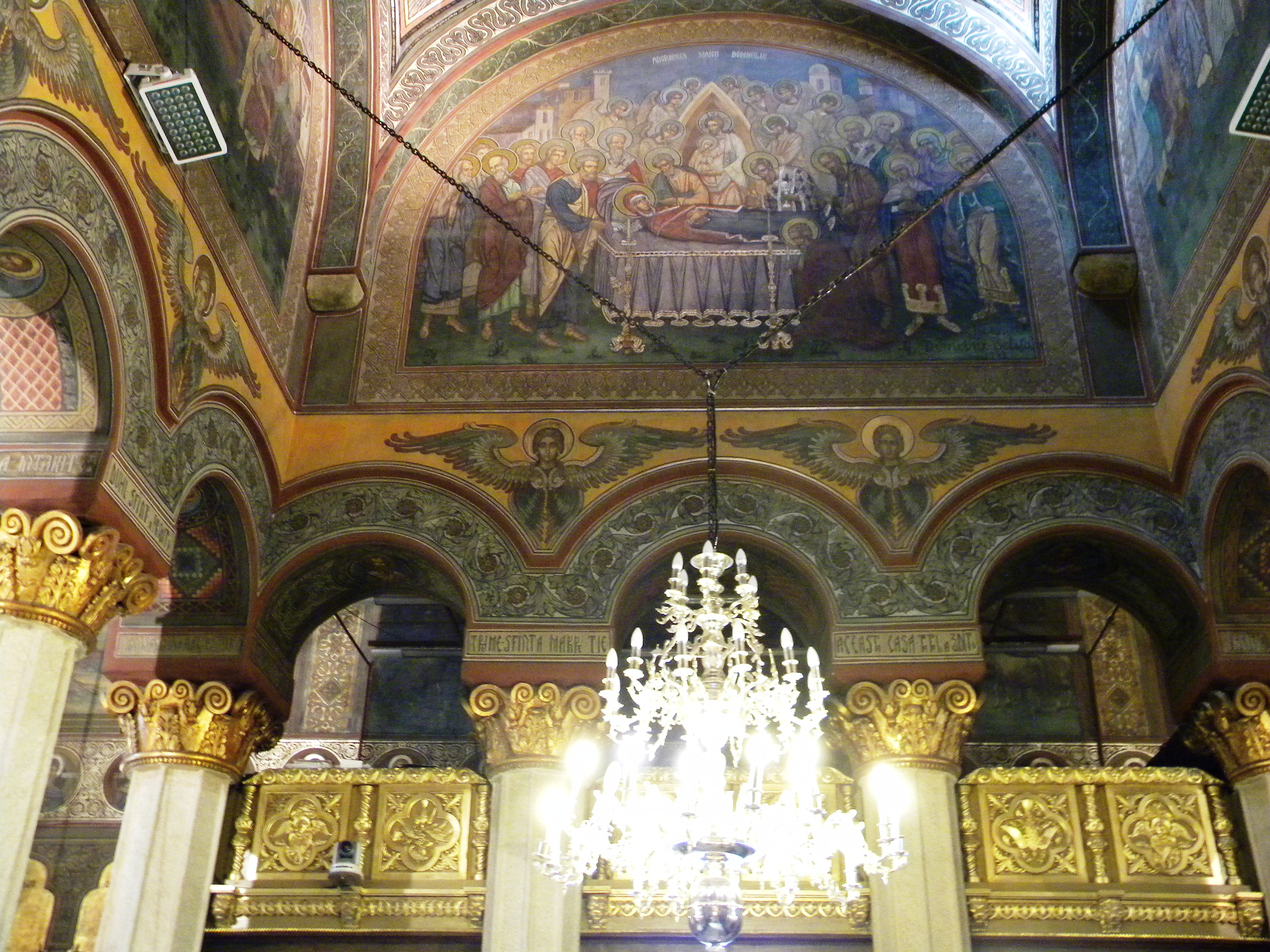
Interior de la catedral

En la actualidad, está en construcción la Catedral de la Salvación del Pueblo Rumano (Catedrala Mântuirii Neamului Românesc), concebida para ser el templo más grande del país y está dedicada a San Andrés Apóstol, se consagró en 2018 aunque aún sin terminar. Por esta razón, la Catedral de la Salvación del Pueblo Rumano es desde entonces, la nueva catedral de Bucarest y la sede de la Iglesia ortodoxa rumana.